# Thomas Augustsson
Thomas Arne Ingemar "Aga" Augustsson, född 14 augusti 1953, är en svensk tidigare landslagsspelare i handboll. Han spelade som niometersspelare.

## Klubblagskarriär
Alla sina år i landslaget representerade Augustsson klubben IK Heim. Under dessa år var han med om att vinna SM-guld med klubben 1982 och 1983.

## Landslagskarriär
Thomas Augustsson spelade 17 landskamper i Sveriges ungdomslandslag åren 1971 till 1975, de flesta i U21-laget. Han debuterade i A-landslaget den 20 augusti 1976 i Lysekil mot Norge och stod för ett mål. Han spelade enligt den gamla statistiken 60 landskamper medan den nya har 66 noterade landskamper varav tre dock är mot B-landslag och en är mot ett kombinationslag och de bör kanske inte tas upp som officiella landskamper. Räknar man bort dessa blir det 62 landskamper. Av de 66 landskamperna i nya statistiken vanns 30, 3 slutade oavgjort och 33 förlorades.
Den 6 mars 1983 spelade han sin sista landskamp mot Schweiz i ett OS-kval i Zwolle i Nederländerna. Sverige vann matchen med 23-10 men det gick sämre i OS-kvalet där Sverige slutade fyra, och inte kvalificerade sig för OS. Sverige spelade sedan i OS tack vare öststaternas bojkott mot OS, men då hade Augustsson slutat i landslaget.